# فرانك بورلاند
فرانك بورلاند هو عسكري كندي، ولد في 31 مارس 1925، وتوفي في 18 يناير 2013.